# Romandiet Rundt 2010
Romandiet Rundt 2010 var den 64. udgave af Romandiet Rundt og blev arrangeret fra 27. april til 2. maj i Schweiz. 
Udover de 18 ProTour-hold blev Cervélo TestTeam og BMC Racing Team inviteret.
Alejandro Valverde vandt samlet foran Simon Špilak, men blev senere udelukket og frataget alle resultaterne.

## Etaper

### Prolog
27. april 2010 – Porrentruy – Porrentruy, 4,3 km (ITT)
|   | Rytter         | Hold               | Tid    |
| - | -------------- | ------------------ | ------ |
| 1 | Marco Pinotti  | Team HTC-Columbia  | 5.18   |
| 2 | Peter Sagan    | Liquigas-Doimo     | + 0.01 |
| 3 | Jérémy Roy     | Française des Jeux | + 0.03 |
| 4 | Michael Rogers | Team HTC-Columbia  | + 0.03 |
| 5 | Rick Flens     | Rabobank           | + 0.04 |

|   | Rytter         | Hold               | Tid    |
| - | -------------- | ------------------ | ------ |
| 1 | Marco Pinotti  | Team HTC-Columbia  | 5.18   |
| 2 | Peter Sagan    | Liquigas-Doimo     | + 0.01 |
| 3 | Jérémy Roy     | Française des Jeux | + 0.03 |
| 4 | Michael Rogers | Team HTC-Columbia  | + 0.03 |
| 5 | Rick Flens     | Rabobank           | + 0.04 |

### 1. etape
28. april 2010 – Porrentruy – Fleurier, 175,6 km
|   | Rytter            | Hold                 | Tid     |
| - | ----------------- | -------------------- | ------- |
| 1 | Peter Sagan       | Liquigas-Doimo       | 4:50.21 |
| 2 | Francesco Gavazzi | Lampre-Farnese Vini  | + 0.00  |
| 3 | Nicolas Roche     | AG2R La Mondiale     | + 0.00  |
| 4 | Maksim Iglinskij  | Astana               | + 0.00  |
| 5 | Fabio Felline     | Footon-Servetto-Fuji | + 0.00  |

|   | Rytter            | Hold               | Tid     |
| - | ----------------- | ------------------ | ------- |
| 1 | Peter Sagan       | Liquigas-Doimo     | 4:55.29 |
| 2 | Marco Pinotti     | Team HTC-Columbia  | + 0.09  |
| 3 | Jérémy Roy        | Française des Jeux | + 0.12  |
| 4 | Michael Rogers    | Team HTC-Columbia  | + 0.12  |
| 5 | Christophe Moreau | Caisse d'Epargne   | + 0.14  |

### 2. etape
29. april 2010 – Fribourg – Fribourg, 171,8 km
|   | Rytter                | Hold                | Tid     |
| - | --------------------- | ------------------- | ------- |
| 1 | Mark Cavendish        | Team HTC-Columbia   | 4:28.59 |
| 2 | Danilo Hondo          | Lampre-Farnese Vini | + 0.00  |
| 3 | Robert Hunter         | Garmin-Transitions  | + 0.00  |
| 4 | Lucas Sebastian Haedo | Team Saxo Bank      | + 0.00  |
| 5 | Peter Sagan           | Liquigas-Doimo      | + 0.00  |

|   | Rytter         | Hold                | Tid     |
| - | -------------- | ------------------- | ------- |
| 1 | Peter Sagan    | Liquigas-Doimo      | 9:24.28 |
| 2 | Marco Pinotti  | Team HTC-Columbia   | + 0.09  |
| 3 | Jérémy Roy     | Française des Jeux  | + 0.09  |
| 4 | Danilo Hondo   | Lampre-Farnese Vini | + 0.11  |
| 5 | Michael Rogers | Team HTC-Columbia   | + 0.12  |

### 3. etape
30. april 2010 – Moudon – Moudon, 23,4 km (ITT)
|   | Rytter             | Hold              | Tid    |
| - | ------------------ | ----------------- | ------ |
| 1 | Richie Porte       | Team Saxo Bank    | 30.54  |
| 2 | Alejandro Valverde | Caisse d'Epargne  | + 0.26 |
| 3 | Vladimir Karpets   | Katusha           | + 0.27 |
| 4 | Michael Rogers     | Team HTC-Columbia | + 0.29 |
| 5 | Denis Mensjov      | Rabobank          | + 0.31 |

|   | Rytter             | Hold              | Tid     |
| - | ------------------ | ----------------- | ------- |
| 1 | Michael Rogers     | Team HTC-Columbia | 9:56.03 |
| 2 | Alejandro Valverde | Caisse d'Epargne  | + 0.02  |
| 3 | Vladimir Karpets   | Katusha           | + 0.05  |
| 4 | Artem Ovetsjkin    | Katusha           | + 0.07  |
| 5 | Denis Mensjov      | Rabobank          | + 0.09  |

### 4. etape
1. maj 2010 – Vevey – Châtel-Saint-Denis, 157,9 km
|   | Rytter             | Hold                | Tid     |
| - | ------------------ | ------------------- | ------- |
| 1 | Simon Špilak       | Lampre-Farnese Vini | 4:03.25 |
| 2 | Peter Sagan        | Liquigas-Doimo      | + 0.13  |
| 3 | Philippe Gilbert   | Omega Pharma-Lotto  | + 0.13  |
| 4 | Hubert Dupont      | AG2R La Mondiale    | + 0.15  |
| 5 | Alejandro Valverde | Caisse d'Epargne    | + 0.22  |

|   | Rytter             | Hold                | Tid      |
| - | ------------------ | ------------------- | -------- |
| 1 | Michael Rogers     | Team HTC-Columbia   | 14:01.48 |
| 2 | Alejandro Valverde | Caisse d'Epargne    | + 0.01   |
| 3 | Simon Špilak       | Lampre-Farnese Vini | + 0.05   |
| 4 | Vladimir Karpets   | Katusha             | + 0.07   |
| 5 | Denis Mensjov      | Rabobank            | + 0.11   |

### 5. etape
2. maj 2010 – Sion – Sion, 121,8 km
|   | Rytter             | Hold                | Tid     |
| - | ------------------ | ------------------- | ------- |
| 1 | Alejandro Valverde | Caisse d'Epargne    | 4:03.25 |
| 2 | Igor Antón         | Euskaltel-Euskadi   | + 0.00  |
| 3 | Simon Špilak       | Lampre-Farnese Vini | + 0.00  |
| 4 | Denis Mensjov      | Rabobank            | + 0.00  |
| 5 | Tiago Machado      | Team RadioShack     | + 0.23  |

|   | Rytter             | Hold                | Tid      |
| - | ------------------ | ------------------- | -------- |
| 1 | Alejandro Valverde | Caisse d'Epargne    | 17:37.55 |
| 2 | Simon Špilak       | Lampre-Farnese Vini | + 0.11   |
| 3 | Denis Mensjov      | Rabobank            | + 0.21   |
| 4 | Michael Rogers     | Team HTC-Columbia   | + 0.35   |
| 5 | Vladimir Karpets   | Katusha             | + 0.42   |

## Resultater

### Samlet stilling
|    | Rytter             | Hold                | Tid      |
| -- | ------------------ | ------------------- | -------- |
| 1  | Alejandro Valverde | Caisse d'Epargne    | 17:37.55 |
| 2  | Simon Špilak       | Lampre-Farnese Vini | + 0.11   |
| 3  | Denis Mensjov      | Rabobank            | + 0.21   |
| 4  | Michael Rogers     | Team HTC-Columbia   | + 0.35   |
| 5  | Vladimir Karpets   | Katusha             | + 0.42   |
| 6  | Janez Brajkovic    | Team RadioShack     | + 0.52   |
| 7  | Tiago Machado      | Team RadioShack     | + 1.16   |
| 8  | Marco Pinotti      | Team HTC-Columbia   | + 1.27   |
| 9  | Marcel Wyss        | Cervélo TestTeam    | + 1.28   |
| 10 | Igor Antón         | Euskaltel-Euskadi   | + 1.34   |

### Sprintkonkurrencen
|   | Rytter             | Hold               | Point |
| - | ------------------ | ------------------ | ----- |
| 1 | Chad Beyer         | BMC Racing Team    | 18    |
| 2 | Alejandro Valverde | Caisse d'Epargne   | 12    |
| 3 | Jérémy Roy         | Française des Jeux | 6     |
| 4 | Aleksandr Efimkin  | AG2R La Mondiale   | 6     |
| 5 | Juan José Oroz     | Euskaltel-Euskadi  | 6     |

### Bjergkonkurrencen
|   | Rytter          | Hold               | Point |
| - | --------------- | ------------------ | ----- |
| 1 | Thibaut Pinot   | Française des Jeux | 54    |
| 2 | Chad Beyer      | BMC Racing Team    | 24    |
| 3 | Denis Mensjov   | Rabobank           | 18    |
| 4 | Alan Pérez      | Euskaltel-Euskadi  | 16    |
| 5 | Sérgio Paulinho | Team RadioShack    | 14    |

### Ungdomskonkurrencen
|   | Rytter        | Hold                 | Tid      |
| - | ------------- | -------------------- | -------- |
| 1 | Simon Špilak  | Lampre-Farnese Vini  | 17:38.06 |
| 2 | Marcel Wyss   | Cervélo TestTeam     | + 1.17   |
| 3 | Peter Sagan   | Liquigas-Doimo       | + 2.21   |
| 4 | Eros Capecchi | Footon-Servetto-Fuji | + 3.09   |
| 5 | Fabio Felline | Footon-Servetto-Fuji | + 7.57   |